# Dingo (album)
Albums de Miles Davis
Aura
(1989) Doo-Bop
(1992)
Dingo est un album de Miles Davis et Michel Legrand sorti en 1992. Il s'agit de la musique du film Dingo sorti en 1991.

## Historique
Rolf de Heer réalise cet unique film de Miles Davis[pas clair] (1926-1991), sorti en janvier 1992, après sa disparition en septembre 1991 (et ultime album posthume, avec Doo-Bop, sortis en 1992),. Le film met en vedette Miles Davis qui y joue en quelque sorte son propre rôle, Billy Cross, un célèbre trompettiste de jazz, et John, jeune trompettiste inconnu du bush australien, qui réalise « le rêve de sa vie » (The Dream) de jouer un jour avec son idole, lors d'une jam session (The Jam Session,) sur une scène de club de jazz parisien,. Le film tient de la biographie romancée, sur fond de musique composée et interprétée par Miles Davis et Michel Legrand, dont il s'agit de la seconde collaboration, après l'album Legrand Jazz paru quelque trente ans plus tôt. Le scénario est partiellement inspiré des souvenirs de Miles Davis, jeune trompettiste alors inconnu âgé de 18 ans, qui réalise le rêve de sa vie, un jour de 1944, d'être invité pendant un concert par Dizzy Gillespie à jouer avec son idole Charlie Parker, sur une scène de club de jazz new-yorkais.  

## Citation
« Un an avant sa mort, Miles m’a appelé à Paris et m’a dit : « La grenouille — il m’appelait toujours “la grenouille” — amène-toi à Los Angeles ! Nous allons réaliser une bande originale de film ensemble ! » Il faisait la bande originale d’un film australien intitulé Dingo, dans lequel il jouait également. Quand Miles a téléphoné, j’ai pris le premier avion pour Los Angeles ! Nous y avons passé une journée, deux journées, trois journées, lui avec sa trompette, moi au piano. Mais plutôt que de travailler, nous avons beaucoup bu, mangé, parlé et écouté de la musique […]. À un certain moment, je lui ai dit : « Miles, nous sommes censés entrer en studio dans quatre jours, un gros orchestre va nous y attendre, et nous n’avons rien ! » Il m’a répondu : « Laisse tomber. Contentons-nous  d’avoir du plaisir ». Finalement, je lui ai dit : « J’ai une idée. Reste ici. Je vais tout écrire seul, préenregistrer avec l’orchestre, et le jour suivant tu t’occuperas de tes parties de trompette ». « Michel, tu es un génie ». Il était si paresseux : c’est ce qu’il voulait entendre depuis le début. J’ai travaillé pendant trois jours et trois nuits, puis il est venu et a joué comme un ange. Il n’a jamais joué ce à quoi je m’attendais, pas même une fois. Il lui arrivait de débuter avec une note à laquelle je n’avais pas même rêvé. C’était là son génie. Dieu que j’aimais cet homme ! Chose étrange, mon premier disque de jazz fut avec lui, et son dernier disque de jazz fut avec moi. »

— Michel Legrand (cité dans les notes originales de Michel Legrand : Legrand Jazz + Miles Davis : Ascenseur pour l’échafaud (EJC 55433))

## Titres
1. Kimberley Trumpet
2. Arrival
3. Concert on the Runway
4. Departure
5. Dingo Howl
6. "Letter as Hero
7. Trumpet Cleaning
8. The Dream
9. Paris Walking I
10. Paris Walking II
11. Kimberley Trumpet in Paris
12. Music Room
13. Club Entrance
14. Jam Session
15. Going Home
16. Surprise!

## Musiciens
- Miles Davis – trompette
- Jimmy Cleveland – trombone
- Buddy Collette – bois
- Marty Krystall – woodwind
- Michel Legrand – claviers, arrangements et direction
- Alphonse Mouzon – batterie, percussion
- Charles Owens – bois
- Kei Akagi (en) – claviers
- Richard Todd – cor d'harmonie
- Foley – basse
- John Bigham – batterie, percussions
- George Bohannon – trombone
- Oscar Brashear (en) – trompette
- Raymond Harry Brown (en) – trompette
- David Duke – cor d'harmonie
- Chuck Findley – trompette
- Kenny Garrett – saxophone alto
- George Graham – trompette
- Bill Green – bois
- Thurman Green – trombone
- Marni Johnson – cor d'harmonie
- Jackie Kelso – bois
- Abraham Laboriel – basse
- Harvey Mason, Sr. – batterie, percussions
- Lew McCreary – trombone
- Dick Nash – trombone
- Alan Oldfield – claviers
- Benny Rietveld – basse
- Mark Rivett – guitare
- Nolan Andrew Smith – trompette
- John Stephens – bois
- Ricky Wellman – batterie, percussions
- Vincent DeRosa – cor d'harmonie